# Färöische Fußballmeisterschaft der Frauen 2019
Die Färöische Fußballmeisterschaft der Frauen 2019 war die 35. Saison der höchsten färöischen Fußballliga der Frauen. Die Liga heißt offiziell Betrideildin nach dem Hauptsponsor Betri Banki. Sie startete am 9. März 2019 und endete am 28. September 2019.
ÍF/Víkingur/B68 war durch die Fusion von ÍF/Víkingur und B68 Toftir der 31. Teilnehmer der höchsten Spielklasse. Meister wurde KÍ Klaksvík, die den Titel somit zum 19. Mal erringen konnten. Titelverteidiger EB/Streymur/Skála belegte den vierten Platz.
Im Vergleich zur Vorsaison verschlechterte sich die Torquote auf 3,38 pro Spiel, was den niedrigsten Schnitt seit 1993 bedeutete. Den höchsten Sieg erzielte HB Tórshavn durch ein 10:0 im Heimspiel gegen B36 Tórshavn am elften Spieltag, was zugleich das torreichste Spiel darstellte.

## Modus
In der Betrideildin spielt jede Mannschaft an 20 Spieltagen jeweils vier Mal gegen jede andere. Die punktbeste Mannschaft zu Saisonende stand als Meister dieser Liga fest.

## Saisonverlauf
Die Liga startete recht ausgeglichen, nach vier Spieltagen wiesen vier Mannschaften jeweils sechs Punkte auf, lediglich Titelverteidiger EB/Streymur/Skála stand mit 0 Punkten am Tabellenende. Nach dem zehnten Spieltag wiesen KÍ Klaksvík und ÍF/Víkingur/B68 als einzige Mannschaften jeweils eine Niederlage auf, durch einen 2:0-Sieg von ÍF/Víkingur/B68 im Heimspiel gegen KÍ Klaksvík am elften Spieltag wechselte erneut die Tabellenführung. Aus den letzten sechs Spielen konnte ÍF/Víkingur/B68 nur einen Sieg erringen, so dass sich KÍ ab dem 14. Spieltag wieder an die Tabellenspitze setzte. Die Meisterschaft wurde am vorletzten Spieltag entschieden. KÍ Klaksvík genügte hierbei ein 0:0 im Heimspiel gegen EB/Streymur/Skála, während ÍF/Víkingur/B68 sein Heimspiel gegen HB Tórshavn mit 2:3 verlor.

## Tabelle
| Pl. | Verein                   | Sp. | S  | U | N  | Tore    | Diff. | Punkte |
| --- | ------------------------ | --- | -- | - | -- | ------- | ----- | ------ |
| 1.  | KÍ Klaksvík              | 16  | 10 | 3 | 3  | 031:120 | +19   | 33     |
| 2.  | HB Tórshavn              | 16  | 9  | 2 | 5  | 049:170 | +32   | 29     |
| 3.  | ÍF/Víkingur/B68 1        | 16  | 8  | 4 | 4  | 029:160 | +13   | 28     |
| 4.  | EB/Streymur/Skála (M, P) | 16  | 4  | 3 | 9  | 014:430 | −29   | 15     |
| 5.  | B36 Tórshavn             | 16  | 3  | 0 | 13 | 012:470 | −35   | 09     |

| (N) | Aufsteiger       |
| (M) | Meister 2020     |
| (P) | Pokalsieger 2020 |

## Spiele und Ergebnisse
|                   | B36 | B36   | EBS/Skála | EBS/Skála | HB  | HB  | ÍF/Vík/B68 | ÍF/Vík/B68 | KÍ  | KÍ  |
| ----------------- | --- | ----- | --------- | --------- | --- | --- | ---------- | ---------- | --- | --- |
| B36 Tórshavn      |     |       | 1:0       | 2:3       | 1:6 | 1:0 | 0:1        | 0:2        | 0:3 | 1:6 |
| EB/Streymur/Skála | 2:1 | 2:1   |           |           | 0:4 | 0:5 | 0:4        | 1:1        | 1:5 | 1:0 |
| HB Tórshavn       | 1:2 | 10:00 | 8:0       | 3:2       |     |     | 2:2        | 1:0        | 0:1 | 1:1 |
| ÍF/Víkingur/B68   | 4:1 | 3:0   | 4:1       | 1:1       | 2:1 | 2:3 |            |            | 0:1 | 2:0 |
| KÍ Klaksvík       | 2:1 | 2:0   | 3:0       | 0:0       | 0:2 | 3:2 | 1:1        | 3:0        |     |     |

## Torschützenliste
Bei gleicher Anzahl von Treffern sind die Spielerinnen nach dem Nachnamen alphabetisch geordnet.
| Platz | Spieler               | Mannschaft      | Tore |
| ----- | --------------------- | --------------- | ---- |
| 1     | Heidi Sevdal          | HB Tórshavn     | 25   |
| 2     | Rebekka Benbakoura    | HB Tórshavn     | 11   |
| 3     | Julia Naomi Mortensen | HB Tórshavn     | 10   |
| 4     | Hanna Højgaard        | ÍF/Víkingur/B68 | 08   |
| 5     | Jacoba Langgaard      | ÍF/Víkingur/B68 | 07   |
| 6     | Evy á Lakjuni         | KÍ Klaksvík     | 06   |
| 6     | Sarita Maria Mittfoss | B36 Tórshavn    | 06   |
| 8     | Eyðvør Klakstein      | KÍ Klaksvík     | 05   |
| 9     | Hjørdis Rasmusdóttir  | ÍF/Víkingur/B68 | 04   |
| 9     | Jensa Tórolvsdóttir   | ÍF/Víkingur/B68 | 04   |

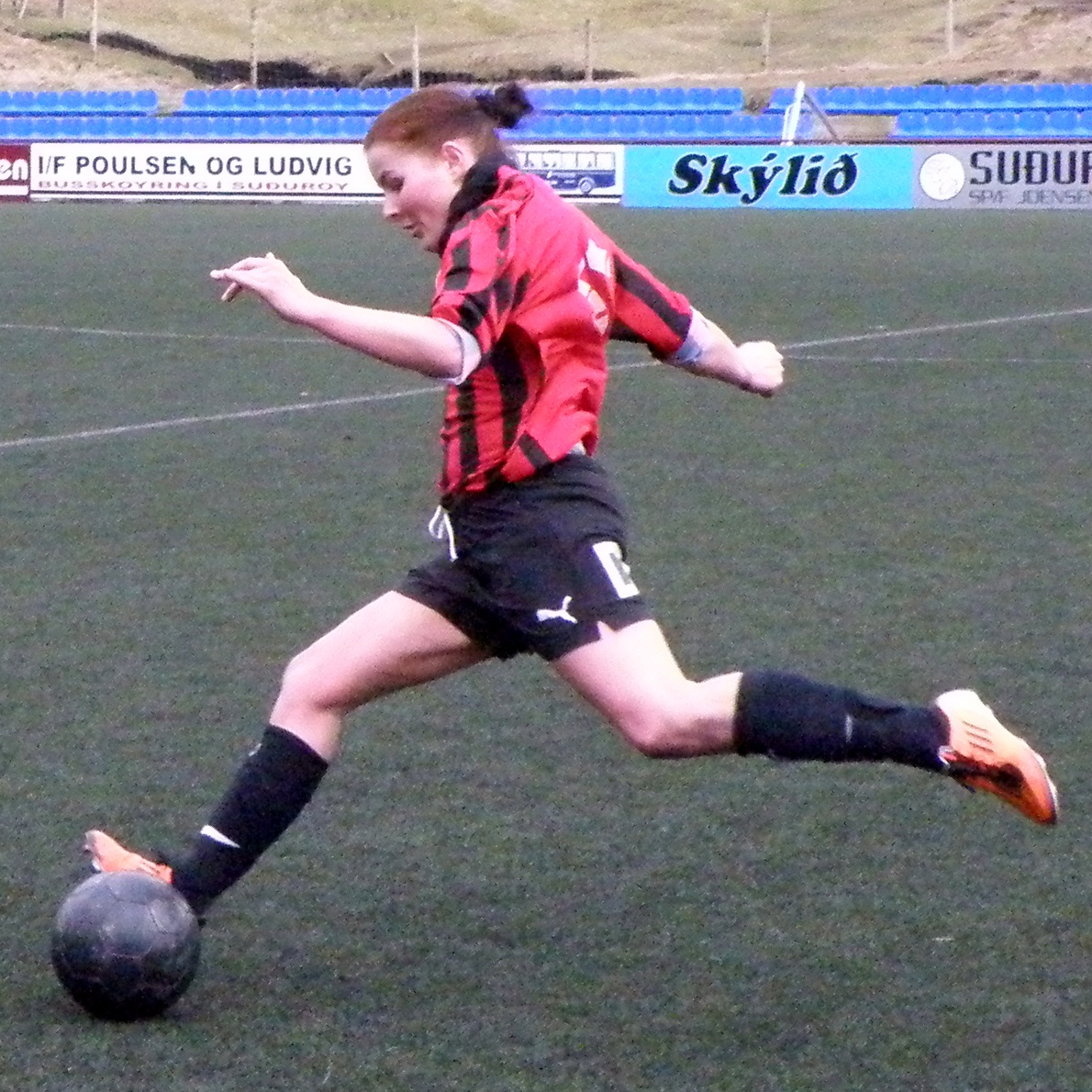
Torschützenkönigin Heidi Sevdal

Dies war nach 2013, 2014, 2015, 2017 und 2018 der sechste Titel für Heidi Sevdal.

## Trainer
| Mannschaft        | Trainer             | Spieltage |
| ----------------- | ------------------- | --------- |
| B36 Tórshavn      | Súni Olsen          | 01–20     |
| EB/Streymur/Skála | Mathias Davidsen    | 01–20     |
| HB Tórshavn       | Allan Dybczak       | 01–20     |
| ÍF/Víkingur/B68   | Jacoba Langgaard    | 01–20     |
| ÍF/Víkingur/B68   | Andras Jákupsson    | 01–20     |
| KÍ Klaksvík       | Aleksandar Đorđević | 01–20     |

Während der Saison gab es keine Trainerwechsel.

## Spielstätten
| Mannschaft        | Stadion              | Spielort   |
| ----------------- | -------------------- | ---------- |
| B36 Tórshavn      | Gundadalur           | Tórshavn   |
| EB/Streymur/Skála | Undir Mýruhjalla (6) | Skála      |
| EB/Streymur/Skála | í Hólmanum (2)       | Eiði       |
| HB Tórshavn       | Gundadalur (7)       | Tórshavn   |
| HB Tórshavn       | Tórsvøllur (1)       | Tórshavn   |
| ÍF/Víkingur/B68   | Sarpugerði           | Norðragøta |
| KÍ Klaksvík       | Við Djúpumýrar       | Klaksvík   |

## Schiedsrichter
Folgende Schiedsrichter, darunter jeweils einer aus Island und Norwegen, leiteten die 40 ausgetragenen Erstligaspiele:
| Name                             | Stammverein       | Spiele |
| -------------------------------- | ----------------- | ------ |
| Tóki Høghamar                    | EB/Streymur       | 08     |
| Árni Brandsson Petersen          | KÍ Klaksvík       | 06     |
| Stephan Petursson                | FF Giza/FC Hoyvík | 05     |
| Jón Tór Baldvinsson              | B71 Sandur        | 03     |
| Sámal Einarsson                  | NSÍ Runavík       | 03     |
| Jørleif Djurhuus                 | Skála ÍF          | 02     |
| Kristian Oskar Jónsson Henriksen | B71 Sandur        | 02     |
| Poul Arni Jensen                 | FC Hoyvík         | 02     |

Weitere neun Schiedsrichter leiteten jeweils ein Spiel.

## Die Meistermannschaft
In Klammern sind die Anzahl der Einsätze sowie die dabei erzielten Tore genannt.
| 1. | KÍ Klaksvík |
|    | Katrina Akursmørk (9/0) \| Rannvá Andreasen (6/2) \| Randi á Bergi (1/0) \| Monika Biskopstø (3/0) \| Anitha Dalinum (1/0) \| Rutt Gregersen (4/0) \| Vár Heimustovu (3/0) \| Durita Hummeland (16/1) \| Liljan Jacobsen (2/0) \| Sigrid Jacobsen (15/2) \| Lena Maria Joensen (4/0) \| Óluva Joensen (11/0) \| Tórunn Joensen (9/0) \| Amanda Johannessen (1/0) \| Gudný Johannessen (4/0) \| Malena Josephsen (13/2) \| Eyðvør Klakstein (16/5) \| Evy á Lakjuni (13/6) \| Victoria á Lakjuni (15/1) \| Tóra Mohr (9/1) \| Ragna Patawary (14/1) \| Birita Ryan (16/0) \| Sigrun Sirdal (10/3) \| Sanna Svarvadal (15/3) \| Maria Thomsen (5/2) ohne Einsatz: Erla Christiansen - Trainer: Aleksandar Đorđević |

## Nationaler Pokal
Im Landespokal gewann HB Tórshavn mit 3:0 gegen EB/Streymur/Skála. Meister KÍ Klaksvík schied im Halbfinale aus.

## Europapokal
2019/20 spielte EB/Streymur/Skála als Meister des Vorjahres in der Qualifikationsrunde der UEFA Women’s Champions League. Nach einem 0:9 gegen BIIK Kazygurt (Kasachstan) folgten ein 0:5 gegen PK-35 Vantaa (Finnland) sowie ein 0:2 gegen FC Flora Tallinn (Estland). Die Gruppe wurde somit auf dem letzten Platz beendet.